# RTL (Hungría)
RTL es un canal de televisión privado de Hungría perteneciente a RTL Magyarország. Sus emisiones regulares comenzaron el 7 de octubre de 1997 y emite una programación generalista, basada en el entretenimiento y la información.

## Historia
A comienzos de 1997, la Comisión Nacional de Radio y Televisión de Hungría otorgó una de las dos primeras licencias de televisión privada a la empresa Magyar RTL Televízió Zrt., por un periodo inicial de quince años. El máximo accionista era el grupo luxemburgués RTL Group (49%), que estaba expandiendo su negocio en varios países de Europa Oriental, mientras que el resto estaba repartido entre Magyar Telekom como socio nacional (31%) y la multinacional Pearson PLC (20%). Las emisiones en pruebas de RTL Klub comenzaron el 7 de octubre, tres días después que su competidor TV2, mientras que la programación regular empezó el 27 de octubre. Desde sus primeros días, RTL Klub apostó por una programación basada en el entretenimiento y la información orientada a un público joven urbano, siguiendo la fórmula de RTL Television en Alemania.
En septiembre de 2011, Magyar Telekom vendió su participación al grupo de televisión por cable húngaro IKO Media Group, que aportó a RTL Klub su oferta de canales especializados. El 1 de octubre de 2012, RTL Klub lanzó RTL 2, un canal de pago en la televisión digital terrestre que está especializado en cine y entretenimiento.
El 29 de agosto de 2011, RTL Klub comenzó a emitir los primeros programas en formato panorámico (16:9). Y el 11 de febrero de 2013 comenzó sus emisiones en alta definición (HD) aunque solo se encontraba disponible en algunas plataformas de televisión de pago.
El 22 de octubre de 2022, el canal pasó a llamarse RTL y adoptó la misma imagen corporativa que la del canal matriz alemán.

## Programación
La programación de RTL Klub está compuesta por series estadounidenses de éxito, telenovelas de producción nacional como Barátok közt, algunos concursos como Legyen Ön is milliomos o The X Factor. También fue el emisor oficial de la Fórmula 1 en Hungría desde el año 2002 hasta 2011.

## Canales hermanos
RTL pertenece a RTL Magyarország, quien también posee los siguientes canales:
| Logo | Canal       | Información |
| ---- | ----------- | --- |
|      | RTL Kettő   | Canal de series y telerrealidad. Inició emisiones el 1 de octubre de 2012.                                       |
|      | RTL Három   | Canal de películas. Inició emisiones el 2 de abril de 2008.                                                      |
|      | RTL Gold    | Canal de archivo. Inició emisiones el 3 de julio de 2017.                                                        |
|      | Cool TV     | Emite series y películas de acción. Inició emisiones el 15 de septiembre de 2003.                                |
|      | Film+       | Canal dedicado al cine. Inició emisiones el 15 de septiembre de 2003.                                            |
|      | Sorozat+    | Canal dedicado a las series. Inició emisiones el 2 de abril de 2008.                                             |
|      | Muzsika TV  | Canal musical. Inició emisiones el 6 de noviembre de 2009.                                                       |
|      | RTL Otthon  | Canal dedicado al bricolaje, decoración del hogar y la gastronomía. Inició emisiones el 15 de diciembre de 2023. |
|      | Kölyökklub  | Canal dedicado al público infantil. Inició emisiones el 15 de diciembre de 2023.                                 |
|      | Moziklub    | Canal dedicado al cine. Inició emisiones el 15 de diciembre de 2023.                                             |
|      | Sorozatklub | Canal dedicado a las series. Inició emisiones el 15 de diciembre de 2023.                                        |

## Imagen corporativa

2005 - 2022
Desde 2022